# Murvai Olga
Murvai Olga (Murvainé Mihály Olga) (Kolozsvár, 1942. október 10. – Marosvásárhely, 2011. október 30.) erdélyi magyar nyelvész, egyetemi tanár. Murvai László felesége.

## Életpályája
Szülővárosában érettségizett 1960-ban, a Babeș–Bolyai Tudományegyetemen magyar nyelv és irodalom szakos diplomát szerzett 1965-ben. Általános iskolai tanár volt Szatmár megyében (1965–1972), tanársegéd a bukaresti Tanártovábbképző Intézetben (1972–1973), majd tanársegéd, adjunktus, docens, egyetemi tanár a bukaresti tudományegyetem idegen nyelvi karának Hungarológiai Tanszékén. A filológiai tudományok doktora (1977). 2005-től a Sapientia Erdélyi Magyar Tudományegyetem marosvásárhelyi karán tanított, ahol a dékánhelyettesi tisztséget is betöltötte.
69 éves korában hunyt el, a marosvásárhelyi református temetőben helyezték örök nyugalomra.

## Munkássága
Kutatási területe a stilisztika, szövegnyelvészet, a magyar mint idegen nyelv oktatása. Szakcikkeit Romániában a Revista de Istorie şi Teorie Literară, Analele Universităţii Bucureşti, Revue Roumaine de Linguistique, TETT, Budapesten a Magyar Nyelvőr, Magyar Nyelv közölte. Szerepelt a Tanulmányok a magyar impresszionista stílusról (1976) című gyűjteményben, válogatásában és utószavával jelent meg a Kriterion Stilisztikai tanulmányok (1976) és Irodalomszemiotikai tanulmányok (1979) című kötete. A NyIrK közölte értekezését a szabad függő beszéd kialakulásáról (1974/1) és annak kommunikáció-elméleti modelljéről (1978/1), illetve mint komplex szemantikai jelről (1978/2). Ugyanitt jelenik meg újabb szemiotikai vizsgálata a műalkotás belső felépítettségéről (1980/1). A szövegvizsgálat új útjai (1982) című kötet egyik szerzője.

### Önálló kötetei
- Szöveg és jelentés, Kriterion Könyvkiadó, Bukarest, 1980.
- Mic dicţionar român-maghiar de expresii şi locuţiuni, Albatros Kiadó, Bukarest, 1984.
- Magyar-román kifejezések kéziszótára, Goldfisch Dictionaries. I. Sprinter Publischer. Budapest, 2000.
- Román-magyar kifejezések kéziszótára, Goldfisch Dictionaries. II. Sprinter Publischer. Budapest, 2000.
- Magyar nyelvi kalauz, Mentor-Junior Kiadó, Bukarest, 1996. ISBN 973 9209 24 6
- Gramatica comparată româno-maghiară. Editura Cavallioti, Bukarest, 1997.
- Vers - rekviem. Kányádi Sándor Halottak napja Bécsben című poémájának szövegtani elemzése, Kriterion Kiadó, Bukarest-Kolozsvár, 2005. ISBN 973 26 0835 8
- Viseltes szavak. Hoc est Transsylvanicum. Pallas Akadémia Kiadó. Csí1kszereda, 2006. ISBN 973 665 136 3